# Metophthalmus septemstriatus
Metophthalmus septemstriatus là một loài bọ cánh cứng trong họ Latridiidae. Loài này được Hatch miêu tả khoa học năm 1962.